# Ardengo Soffici
Ardengo Soffici (ur. 7 kwietnia 1879 w Rignano sull’Arno, zm. 19 sierpnia 1964 w Forte dei Marmi) – włoski pisarz, poeta i malarz związany z futuryzmem.
Wraz z Giovannim Papinim był założycielem pisma „Lacerba” (we Florencji), będącego jednym z ważniejszych organów europejskiej sztuki awangardowej.

## Twórczość
- Synteza miasta Prato
- BIF + ZF + 18, Symultaniczność i chemia liryczna